# Klaus Lackner

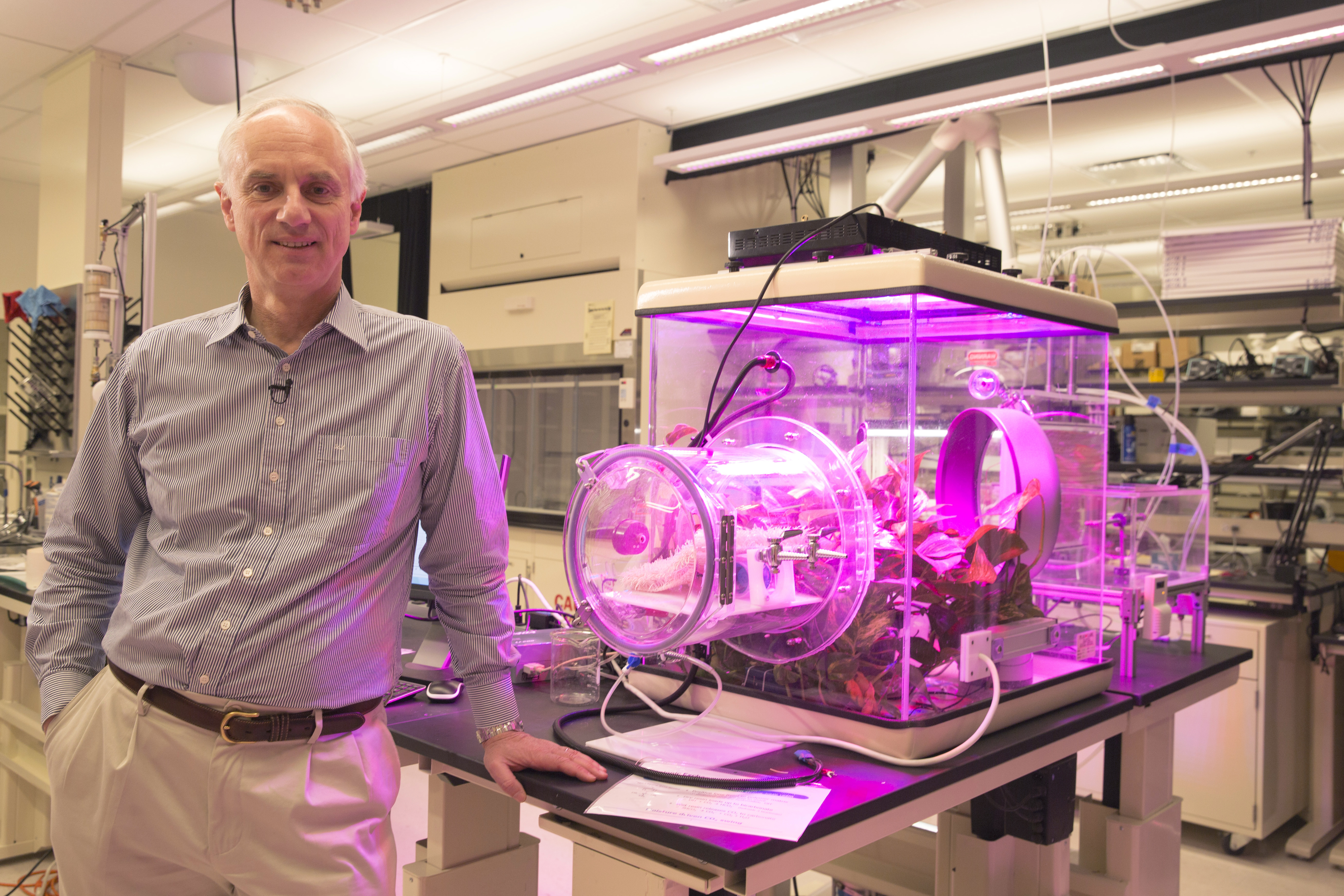
Klaus Lackner an der Arizona State University

Klaus Stephan Lackner ist ein deutscher Physiker und seit 2006 Leiter des Lenfest Center for Sustainable Energy am Earth Institute der Columbia University. Er nutzte 1999 die Aminwäsche um Kohlendioxid aus der Umgebungsluft zu extrahieren. Daraus wurde das Verfahren für Direct Air Capture.

## Leben
Lackner studierte Physik an der Ruprecht-Karls-Universität Heidelberg. Nach dem Diplom 1976 wurde er 1978 in Theoretischer Teilchenphysik summa cum laude promoviert und seine Dissertation 1980 mit dem Preis der Carl Clemm/Carl Haas-Stiftung ausgezeichnet. Anschließend ging er als Postdoc an die Albert-Ludwigs-Universität Freiburg, 1979 als Stipendiat ans Caltech und 1982/83 ans Stanford Linear Accelerator Center.
Über die Folgejahre gibt sein Lebenslauf keinen Aufschluss; 1991 verlieh ihm das US-Energieministerium den Weapons Recognition of Excellence Award, in den 1990er Jahren arbeitete Lackner für das Los Alamos National Laboratory.
2001 erhielt er einen Lehrstuhl für Geophysik an der Columbia University.
Er gehört zu den Gründern der Zero Emission Coal Alliance ZECA (siehe auch FutureGen) und hat mit Christopher Wendt selbstreplizierende Maschinen entworfen.